# Tielen
Tielen è un villaggio belga di 3.900 abitanti nel comune di Kasterlee, nelle Fiandre (Provincia di Anversa).